# Nigidius rhodesianus
Nigidius rhodesianus là một loài bọ cánh cứng trong họ Lucanidae. Loài này được Peringuey mô tả khoa học năm 1909.